# Tera-hertz Explorer
Tera-hertz Explorer（TEREX）は情報通信研究機構、東京大学、大阪府立大学で開発が進められている超小型火星探査機でテラヘルツ波で火星の大気を観測する予定。

## 概要
TEREX-1火星着陸機とその2年後に打ち上げのTEREX-2火星軌道周回機で構成される。2018年時点では打ち上げ予定をTEREX-1は2022年、TEREX-2は2024年としていた。しかし、TEREX-1の打ち上げ予定を超過した2023年時点で、具体的な打ち上げ予定については発表されていない。

### TEREX-1
火星着陸機。エアロシェルを展開して降下する予定。

### TEREX-2
火星軌道周回機。

## 設計
体積が50cm3、重量8㎏以下の小型火星探査機で火星の大気をテラヘルツ帯の電磁波で観測する。火星の大気の酸素、水蒸気等を観測する予定。使用する部品は商用オフザシェルフにより民生用の部品を多用する予定。